# Tōru Iwatani
Toru Iwatani (岩谷 徹?, Iwatani Tōru; Tokyo, 25 gennaio 1955) è un autore di videogiochi giapponese, ideatore di videogiochi arcade, il più famoso dei quali è Pac-man.

## Biografia
Iwatani è nato a Meguro, quartiere di Tokyo. Ha iniziato la sua carriera nell'industria dei videogame nel 1977, unendosi alla compagnia di creazione software Namco. Lì iniziò a sviluppare l'idea di un videogioco chiamato Pakku-Man che portò a termine nel 1980 con l'aiuto del programmatore Shigeo Funaki e del compositore Toshio Kai, che si occupò della colonna sonora. Il videogioco uscì sul mercato giapponese il 22 maggio dello stesso anno: riscosse un grande successo e catturò l'attenzione della Midway Games, che ne comprò i diritti per venderlo negli Stati Uniti come Pac-Man. Iwatani ha creato anche altri videogiochi, tra cui Libble Rabble, nessuno dei quali ha però ottenuto la stessa popolarità di Pac-Man. Nel 2007 Iwatani è tornato a lavorare su Pac-Man, sviluppando Pac-Man Championship Edition per Xbox 360.
Dal 2005 insegna alla Osaka University of Arts. Nel marzo del 2007 ha lasciato definitivamente la Namco ed è diventato docente a tempo pieno alla Tokyo Polytechnic University.
Nel 2015 viene citato nel film Pixels dove, interpretato da Denis Akiyama, è chiamato a dare una mano nella sfida del gioco da lui stesso creato: Pac-Man.

## Premi
Il 3 giugno 2010, presso il Festival of Games, Toru Iwatani ha ricevuto ufficialmente il certificato del Guinness World Records per il gioco Pac-Man, da lui creato, per essere stato il più installato videogioco arcade: 293 822 pezzi.

## Opere
- Toru Iwatani, Pakkuman no Gēmu Gaku Nyūmon, Enter Brain, 2005, ISBN 978-4-7577-1752-7.
- Toru Iwatani, Gēmu no Ryūgi, Ohta Books, 2012, ISBN 978-4-7783-1326-5.